# Financial Times
El Financial Times és un diari internacional d'economia. És considerat com un diari d'alta reputació i en els anys recents s'ha convertit en el diari de categoria més venut en el món. Aquest diari va ser imprès per motius econòmics i raons pràctiques amb paper rosa salmó, aquest fet va donar personalitat a aquesta premsa especialitzada iniciant que fos aquest color de paper el distintiu a la premsa econòmica. També es denomina així l'índex que publica, referència de la borsa de Londres, el FTSE 100.

## Història
El 10 de gener de 1888 es va publicar el primer Financial Times amb el nom de London Financial Guide, i el 13 de febrer del mateix any va passar al nom actual. Es descrivia a si mateix com l'amic del "financer honest, l'inversor de bona fe, el corredor respectable, el director genuí i l'especulador legítim", i era un diari de quatre pàgines. Els seus lectors eren la comunitat financera de la la City londinenca, sent el seu únic rival, una mica més antic (fundat el 1884), el Financial News. El 2 de gener de 1893, el FT va començar a imprimir-se en paper rosa clar per distingir-se del Financial News, de nom similar: en aquella època també era més barat imprimir en paper sense blanquejar (altres diaris més generals, com el The Sporting Times, tenien la mateixa política), però avui dia és més car, ja que el paper ha de ser tenyit especialment.
Després 57 anys de rivalitat, el Financial Times i el Financial News es van fusionar el 1945 de la ma de Brendan Bracken per formar un únic diari de sis pàgines. El Financial Times va aportar una major difusió, mentre que el Financial News va aportar gran part del talent editorial. També es va introduir la columna Lex de Financial News.
Gordon Newton, llicenciat a Cambridge, va assumir la direcció del diari el 1949, i immediatament va introduir una política (llavors molt inusual a Fleet Street) de contractació directa de nous llicenciats universitaris, principalment d'Oxbridge, com a periodistes en pràctiques. Molts d'ells van tenir carreres destacades en el periodisme i la vida pública britànica, i es van convertir en el pilar de la redacció del diari fins a la dècada de 1990. El primer d'aquests "reclutes directes" va ser (el futur economista britànic) Andrew Shonfield; el segon va ser (més tard Sir) William Rees-Mogg, que va passar, a través de The Sunday Times, a editar The Times el 1967 després de la seva adquisició per Roy Thomson. Entre d'altres fitxatges d'Oxbridge del FT es trobava el que seria ministre d'Hisenda, Nigel Lawson. La política de contractació de periodistes de Fleet Street, tan característica del FT, mai va agradar el Sindicat Nacional de Periodistes i va deixar d'aplicarse el 1966 amb la incorporació de Richard Lambert, procedent d'Oxford i futur director del FT. Mentrestant, Pearson havia comprat el diari l'any 1957. Al llarg dels anys, el diari va créixer en volum, nombre de lectors i cobertura. Va establir corresponsals a ciutats arreu del món, reflectint un renovat impuls de l'economia mundial cap a la globalització. A mesura que el comerç transfronterer i els fluxos de capital augmentaven durant la dècada de 1970, el FT va iniciar la seva expansió internacional, facilitada pels avenços tecnològics i la creixent acceptació de l'anglès com a llengua internacional pels negocis. L'1 de gener de 1979 es va imprimir la primera edició del FT a Europa continental fora del Regne Unit, a Frankfurt; la impressió als Estats Units va començar al juliol de 1985. Des de llavors, amb una major cobertura internacional, el FT s'ha convertit en un diari mundial, imprès en 22 localitats amb cinc edicions internacionals per donar servei al Regne Unit, Europa continental, Estats Units, Àsia i Orient Mitjà.
L'edició europea es distribueix a Europa continental i a l'Àfrica. S'imprimeix de dilluns a dissabte en cinc seus d'Europa, informant sobre assumptes relacionats amb la Unió Europea, l'euro i els assumptes empresarials europeus. El 1994 el FT va llançar una revista especialitzada en estils de vida de luxe, anomenada How To Spend It. El 13 de maig de 1995, el grup Financial Times va fer la seva primera aparició en el món d'Internet amb l'estrena de FT.com. Aquest lloc oferia un resum de notícies de tot el món, que es va completar el febrer de 1996 amb la cobertura de les cotitzacions borsàries. En la primavera de 1996 es va llançar la segona versió del lloc web, finançant-se amb publicitat. Entre 1997 i 2000 el lloc es va renovar diversos cops i va canviar d'estratègia, ja que el Grup FT i Pearson van reaccionar als canvis en línia. FT va introduir els serveis de subscripció en 2002. FT.com és un dels pocs portals de notícies anglesos que es finança amb èxit gràcies a les subscripcions individuals.
El 1997 el FT va llançar una edició nord-americana, impresa a Nova York, Chicago, Los Angeles, San Francisco, Dallas, Atlanta, Orlando i Washington, DC, no obstant el diari es va imprimir per primera vegada als afores de Nova York el 1985. El setembre de 1998, el FT va esdevenir el primer diari amb seu al Regne Unit en vendre més exemplars a nivell internacional que dins del país. L'any 2000, el Financial Times va començar a publicar una edició en alemany, Financial Times Deutschland, amb un equip de notícies i editorial amb seu a Hamburg. La seva primera tirada el 2003 va ser de 90.000 exemplars. Originalment era una projecte conjunt amb una editorial alemanya, Gruner + Jahr. El gener de 2008, el FT va vendre la seva participació del 50% al seu soci alemany. FT Deutschland mai va obtenir beneficis i es diu que va acumular pèrdues de 250 milions d'euros en els seus 12 anys, tancant el 7 de desembre de 2012. El 4 de febrer de 2002, el Financial Times va llançar un nou suplement setmanal per al sector de la gestió de fons. FT fund management (FTfm) es distribuïa, i encara es distribueix, amb el diari tots els dilluns i és el suplement de gestió d'actius amb més difusió en el món. Des de 2005, el FT organitza el premi anual ''Financial Times'' i el Premi Goldman Sachs al Llibre de Negocis de l'Any.

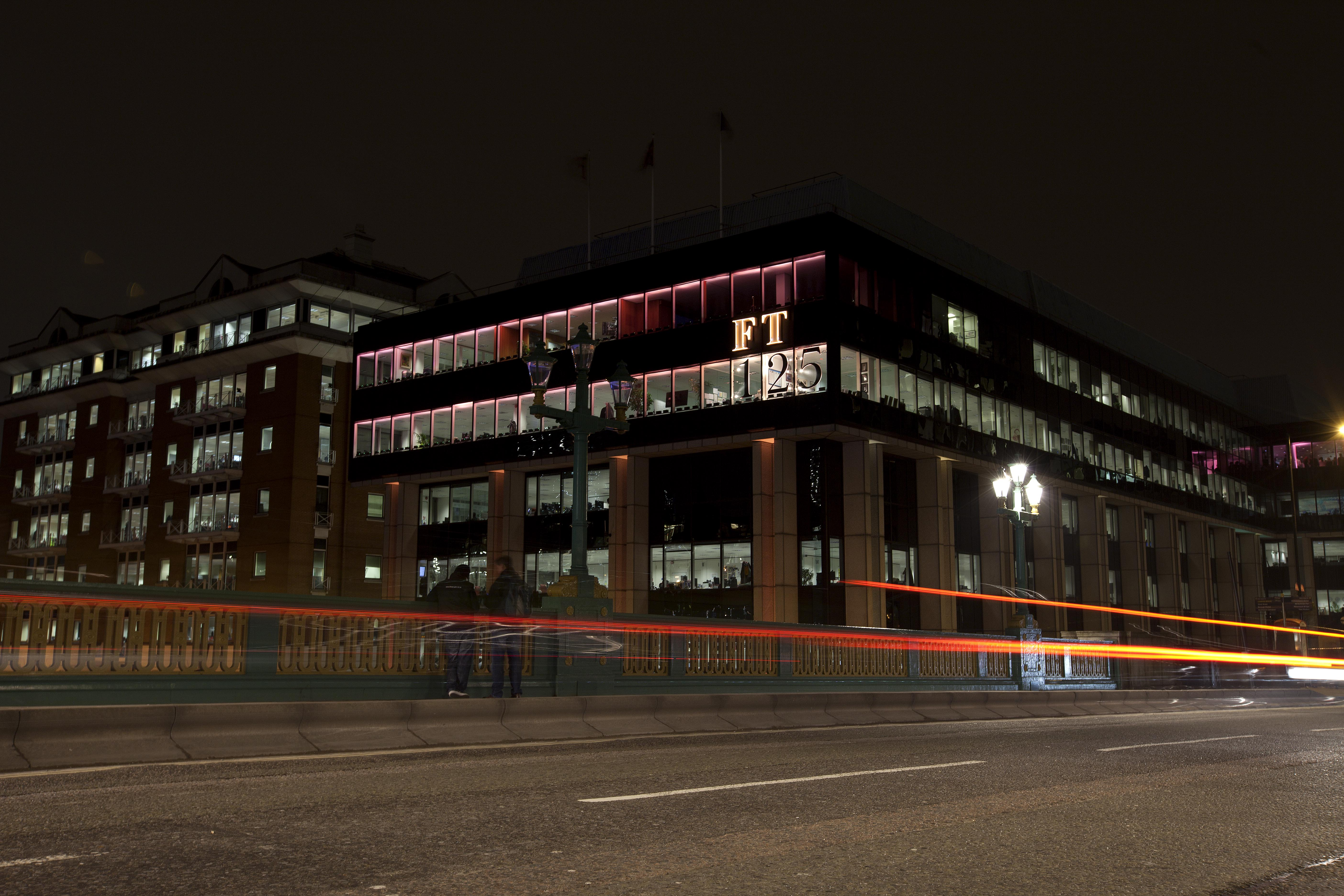
Les oficines del FT de Londres en el One Southwark Bridge, 2013

El 23 d'abril de 2007, el FT va presentar una versió "renovada" del diari i va introduir un nou eslògan: "We Live in Financial Times" ("Vivim al Financial Times"). El 2007, el FT va ser pioner en la creació d'un mur de pagament, que permetia als visitants del seu lloc web llegir un nombre limitat d'articles gratuïts durant un mes abans de cobrar-los-hi. Quatre anys més tard, el FT va llançar la seva aplicació d'Internet mòbil HTML5. Els telèfons intel·ligents i les tauletes representen ara el 12% de les subscripcions i el 19% del tràfic de FT.com. El 2012, el nombre de subscriptors digitals va superar per primera vegada la difusió del diari i el FT va obtenir gairebé la meitat dels seus ingressos de les subscripcions en lloc de la publicitat.
El FT ha estat disponible a la Terminal Bloomberg des del 2010 i en la plataforma Wisers des de 2013. A partir de 2015, en lloc del mur de pagament amb un contador en el lloc web, els visitants tenien accés gratuït il·limitat durant un mes, després del qual havien de subscriure's. Pearson va vendre el Grup Financial Times a Nikkei, Inc. per 844 milions de lliures esterlines (982 milions d'euros) el juliol de 2015. El 2016, el Financial Times va adquirir una participació majoritària a Alpha Grid, una empresa de mitjans de comunicació amb seu a Londres especialitzada en l'elaboració i la producció de continguts de marca de qualitat a través de diversos canals, incloent la Radiodifusió, el vídeo, el mon digital, les xarxes socials i els esdeveniments. El 2018, el Financial Times va adquirir una participació majoritària en Longitude, un proveïdor especialitzat en serveis d'investigació i lideratge d'opinió per a una base de clients corporatius i institucions multinacionals. Aquesta inversió es va basar en el recent creixement del Financial Times en diverses àrees de negoci, inclòs el contingut de marca a través de l'adquisició d'Alpha Grid, i conferències i esdeveniments a través de Financial Times Live, i amplia l'oferta comercial tradicional del FT a un conjunt més ampli de serveis integrats. El 2020, el reporter Mark Di Stefano va dimitir del Financial Times després de hackejar les trucades de Zoom d'altres mitjans de comunicació, com The Independent i l'Evening Standard.

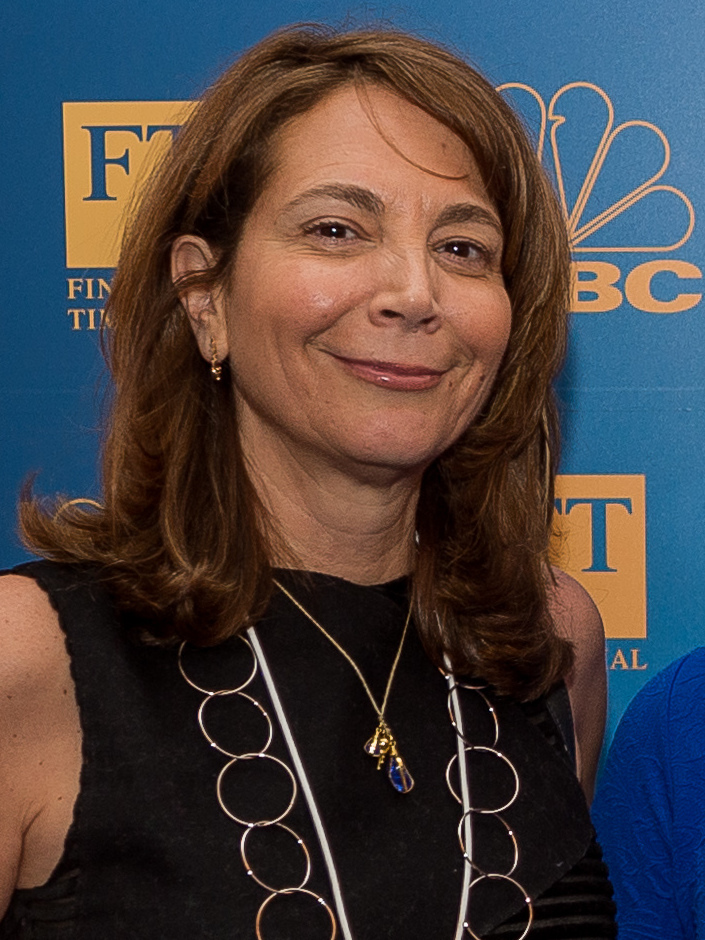
Roula Khalaf, directora del diari des del 2020

El 2020, la retractació d'un article d'opinió d'un periodista del diari va generar una polèmica sobre la independència editorial del FT davant de pressions polítiques externes. La polèmica es va produir després de la retirada per part del director del diari d'un article d'opinió de la corresponsal a Brussel·les, Mehreen Khan, que criticava la política del president francès Emmanuel Macron cap a les minories musulmanes a França. L'article va ser retirat de la pàgina web del FT el mateix dia de la seva publicació. El president Macron va publicar posteriorment una carta al FT en la qual responia directament als arguments de l'article d'opinió original, encara que aquest ja no estigués disponible al lloc web del diari. La directora del FT, Roula Khalaf, que va prendre la decisió de retirar l'article inicial, va reconèixer haver estat en contacte amb l'Elisi en relació amb l'article i va defensar la seva decisió basant-se únicament en diversos errors de fet en el article original de la periodista.

## Directors
1889: Douglas MacRae
1890: William Ramage Lawson
1892: Sydney Murray
1896: A. E. Murray
1909: C. H. Palmer
1924: D. S. T. Hunter
1937: Archibald Chisholm
1940: Albert George Cole
1945: Hargreaves Parkinson
1949: Sir Gordon Newton
1973: Fredy Fisher
1981: Sir Geoffrey Owen
1991: Richard Lambert
2001: Andrew Gowers
2006: Lionel Barber
2020: Roula Khalaf